# Lockerbie
Lockerbie (Logarbaidh ve skotské gaelštině) je malé skotské město, ležící ve správní oblasti Dumfries a Galloway. Název městečka je světově známý v souvislosti s tragickou událostí z 21. prosince 1988, kdy nad městem v důsledku teroristického útoku explodoval Boeing 747 společnosti Pan Am 103.

## Fotogalerie

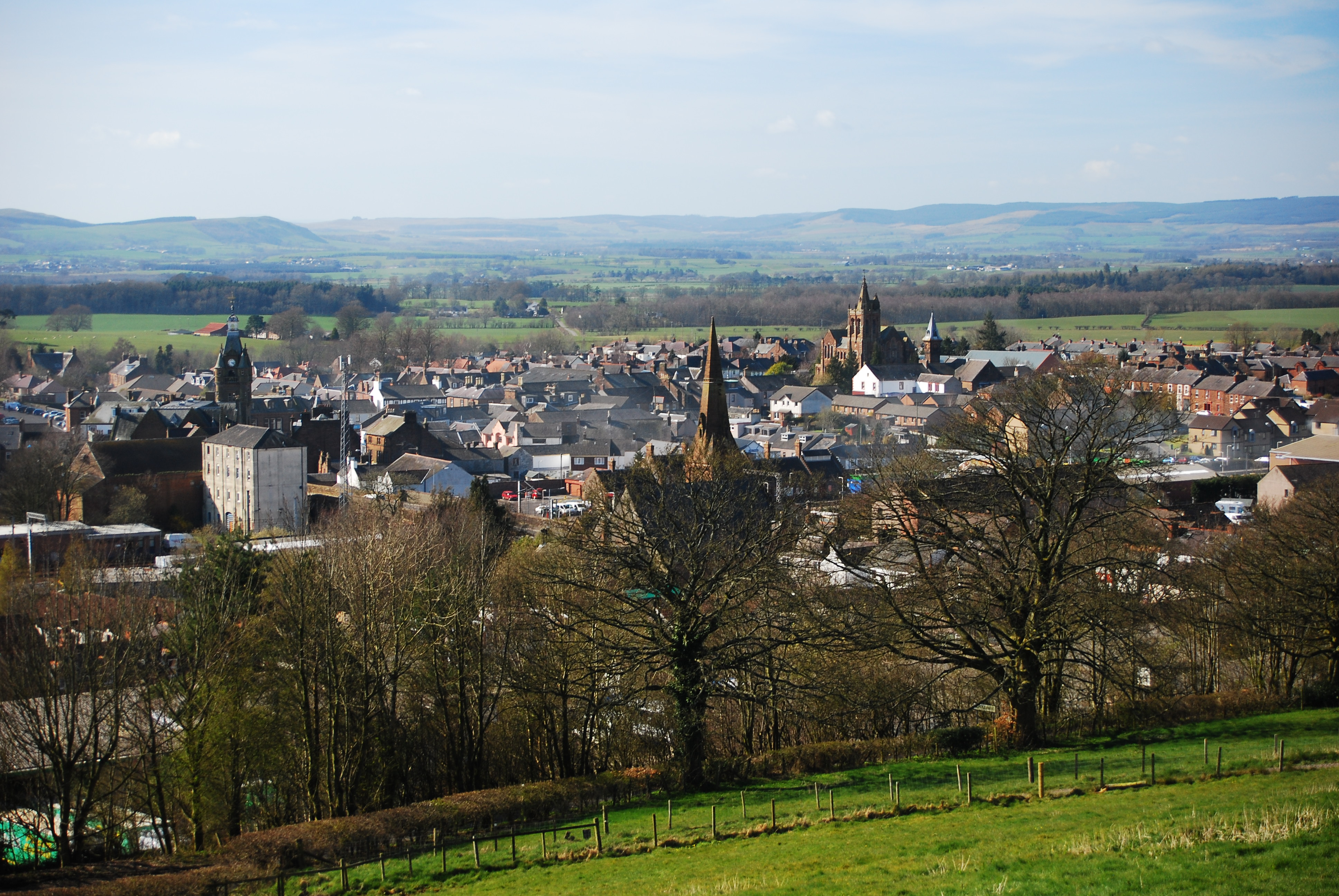
Městečko Lockerbie
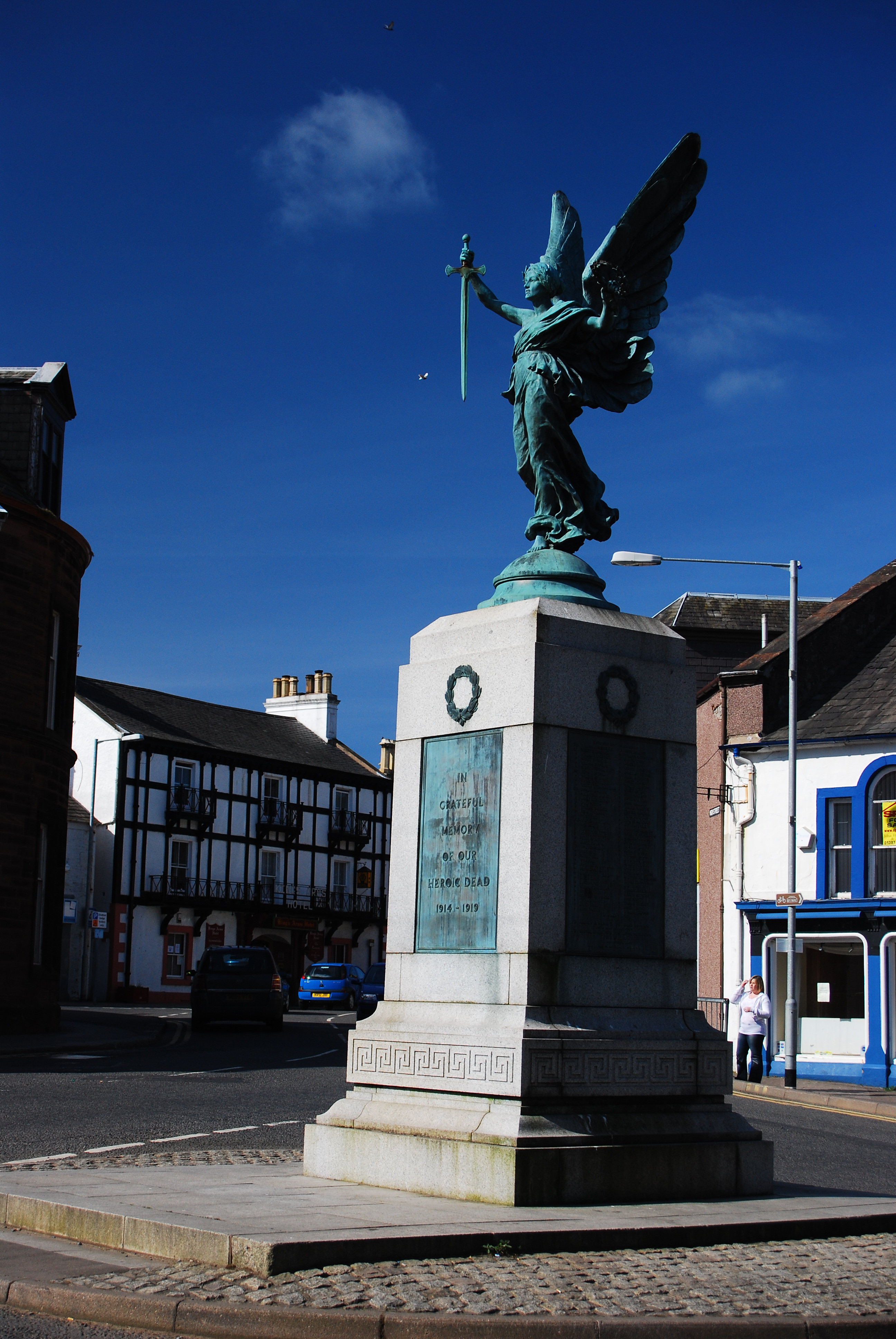
Památník obětem 1. světové války.
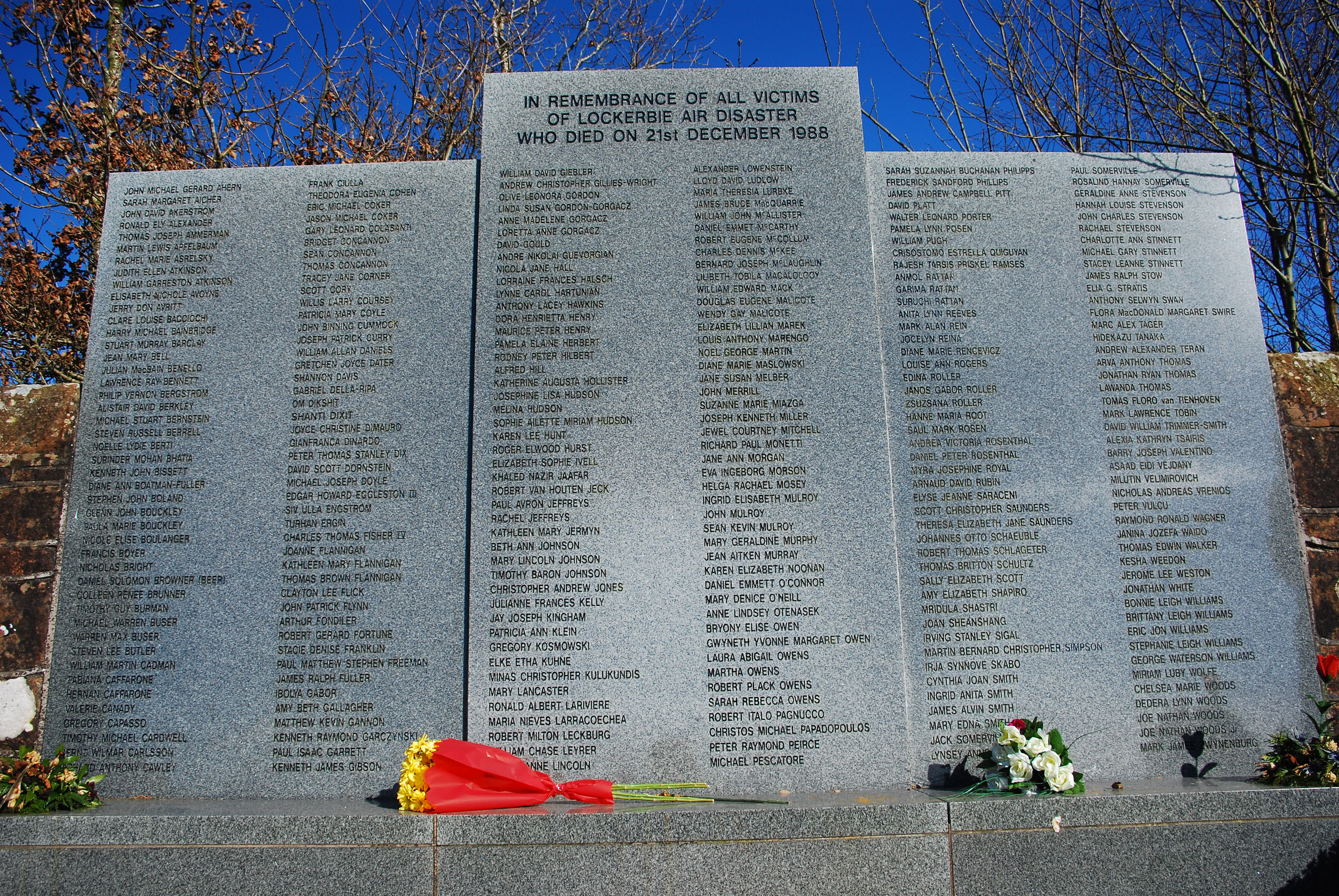
Památník obětem bombového útoku na let Pan Am 103.